# Seznam řek ve Francouzské Guyaně
Seznam řek ve Francouzské Guyaně (francouzsky řeka rivière nebo fleuve) obsahuje řeky, které mají na území Francouzské Guyany délku 100 km a více a také některé kratší.

## Tabulka řek
| Poř. | Řeka       | Délka km) | Povodí km²) | Průtok m³/s | Ústí do oceán/moře/záliv/řeka (delta/estuár) | Ústí kde obec (stát)                        |
| ---- | ---------- | --------- | ----------- | ----------- | -------------------------------------------- | ------------------------------------------- |
| 1.   | Maroni     | 523       | 27200       | 1700,0      | Atlantský oceán                              | Galibi / Awala-Yalimapo (Francie / Surinam) |
| 2.   | Mana       | 430       | 12090       | 319,7       | Atlantský oceán                              | Awala-Yalimapo (Francie)                    |
| 3.   | Oyapock    | 370       | 13700       | 835,0       | Atlantský oceán                              | Ouanary / Oiapoque (Francie / Brazílie)     |
| 4.   | Approuague | 270       | 10250       | …           | Atlantský oceán                              | Régina (Francie)                            |
| 5.   | Sinnamary  | 262       | 6565        | 200         | Atlantský oceán                              | Sinnamary (Francie)                         |
| 6.   | Mahury     | 168       | …           | …           | Atlantský oceán                              | Roura / Remire-Montjoly (Francie)           |
| 7.   | Comté      | 160       | …           | …           | Mahury                                       | Roura (Francie)                             |
| 8.   | Iracoubo   | 140       | …           | …           | Atlantský oceán                              | Iracoubo (Francie)                          |
| 9.   | Kourou     | 112       | 2000        | 3000        | Atlantský oceán                              | Kourou (Francie)                            |
| 10.  | Ouanary    | 50        | …           | …           | Oyapock                                      | Ouanary (Francie)                           |